# Kolarstwo na Letnich Igrzyskach Olimpijskich 1904
Wyniki wyścigów kolarskich rozegranych podczas Igrzysk Olimpijskich w St. Louis w 1904 roku. Łącznie rozdano 21 medali, które zdobyło 7 kolarzy. Wszyscy medaliści (oraz wszyscy zawodnicy startujący w kolarstwie) pochodzili ze Stanów Zjednoczonych. Zawody odbyły się w dniach 2-5 sierpnia 1904 roku na stadionie Francis Field. Multimedalistami zostali:
- Marcus Hurley (4 złote, 1 brązowy)
- Burton Downing (2 złote, 3 srebrne, 1 brązowy)
- Teddy Billington (1 srebrny, 3 brązowe)

## Medaliści
| Konkurencja          | Złoto          | Srebro           | Brąz             |
| 1/4 mili (szczegóły) | Marcus Hurley  | Burton Downing   | Teddy Billington |
| 1/3 mili (szczegóły) | Marcus Hurley  | Burton Downing   | Teddy Billington |
| 1/2 mili (szczegóły) | Marcus Hurley  | Teddy Billington | Burton Downing   |
| 1 mila (szczegóły)   | Marcus Hurley  | Burton Downing   | Teddy Billington |
| 2 mile (szczegóły)   | Burton Downing | Oscar Goerke     | Marcus Hurley    |
| 5 mil (szczegóły)    | Charles Schlee | George Wiley     | Arthur Andrews   |
| 25 mil (szczegóły)   | Burton Downing | Arthur Andrews   | George Wiley     |

## Tabela medalowa
| Poz. | Państwo           | złoto | srebro | brąz |    |
| 1    | Stany Zjednoczone | 7     | 7      | 7    | 21 |